# Gabino Cué Monteagudo
Gabino Cué Monteagudo (Oaxaca de Juárez, 23 de fevereiro de 1966) é um político mexicano. Filiado ao Partido Convergência, foi governador do estado de Oaxaca de 2010 a 2016, sendo o primeiro em 80 anos a não pertencer ao Partido Revolucionário Institucional. Foi também senador e prefeito de Oaxaca de Juárez.
É graduado em economia pelo Instituto Tecnológico e de Estudos Superiores de Monterrey. Cursou mestrado em Dirección Económica-Financiera, pelo Instituto Directivo de Empresa de Madrid. Obteve o doutorado em Hacienda y Economía del Sector Público pela Universidade Complutense de Madrid.[carece de fontes?]